# ديك ويلسون
ديك ويلسون (بالإنجليزية: Dick Wilson)‏ (و. 1916 – 2007 م) هو ممثل، من المملكة المتحدة، ولد في برستون، توفي عن عمر يناهز 91 عاماً.

## الخدمة العسكرية
خدم في سلاح الجو الملكي.

## وصلات خارجية
- ديك ويلسون على موقع IMDb (الإنجليزية)
- ديك ويلسون على موقع تيرنر كلاسيك موفيز (الإنجليزية)
- ديك ويلسون على موقع أول موفي (الإنجليزية)
- ديك ويلسون على موقع إن إن دي بي (الإنجليزية)
- ديك ويلسون على موقع قاعدة بيانات الفيلم (الإنجليزية)
- ديك ويلسون على موقع كينوبويسك (الروسية)